# Хомутынник, Виталий Юрьевич
Виталий Юрьевич Хомутынник (укр. Віталій Юрійович Хомутиннік; род. 4 августа 1976, Макеевка, Донецкая область) — украинский предприниматель, инвестор, экс-политик. Заслуженный экономист Украины (2010).
Основатель и глава инвестиционного фонда Cascade Investment Fund, президент Всеукраинской федерации гольфа. С 2002 по 2019 годы — народный депутат нескольких созывов Верховной рады (IV—VIII), в частности от избирательного блока политических партий «За единую Украину!», «Партия регионов» и партии «Возрождение».
Входит в список лиц, против которых российское правительство применило в 2018 году санкции.

## Биография
Родился 4 августа 1976 года в Макеевке Донецкой области. Отец — Юрий Владимирович (род. 1953) — мастер-ремонтник. Мать — Валентина Ивановна (род.1958) — швея, домохозяйка.
Высшее образование получил в 2000 году — окончил Донецкий государственный университет управления по специальности «финансы и кредит». Второе высшее образование получил в Национальной юридической академии Украины (2007).
Женат. Жена Светлана Викторовна Хомутынник (до замужества — Сопельник); (род. 1980) — экономист. Супруги воспитывают двоих детей: сын Артемий и дочь Мария.

## Бизнес
В 1991 году начал работать на ДП «Специализированное управление рекультивации и механизации строительства».
В возрасте 17 лет, в 1993 году, основал свое первое частное предприятие «Каскад», занимавшееся торговлей оборудованием, рабочей одеждой, которое со временем было преобразовано в многопрофильный инвестиционный холдинг, работающий в настоящее время.
В период с 2001 по 2003 годы — генеральный директор ЗАТ «Спецодежда».
С января 2002 по август 2019 — владелец, а с сентября 2019 — председатель Cascade Investment Fund.
По состоянию на 2014 год — самый молодой и богатый народный депутат Украины. Согласно декларации за 2014 год, заработал 293,8 млн гривен. В 2015 году в декларации указал 167 млн грн дохода и 354 млн грн на банковских счетах.
В рейтинге журнала «НВ» 100 самых богатых украинцев, опубликованном в октябре 2019 года, состояние оценено в $478 млн (увеличение на 23 % по сравнению с 2018 годом); это 13 место в рейтинге. В рейтинге богатейших 2022, опубликованном изданием Forbes Ukraine занимает 15-е место (состояние оценено в $490 млн).

### Нефтегазовый бизнес
Владел акциями второй по объёму добычи частной газодобывающей компанией в Украине ЧАО "ПК «Укрнефтебурение». В апреле 2023 года Печерский районный суд Киева передал активы компании «Укрнефтебурение» в управление Агентству по розыску и менеджменту активов, компания обжаловала это решение в суде. По состоянию на 2023 год «Укрнефтебурение» передано в управление государственной компании «Укрнафта».
Продал 19,97 % акций нефтегазовой компании «JKX Oil&Gas», занимавшейся разведкой и добычей углеводородов (среди других акционеров — «Eclairs Group», «Neptune Invest & Finance Corp», «Keyhall Holding» и «Interneft Ltd.»).

### Сельскохозяйственный бизнес
В октябре 2015 года приобрёл 5 % акций крупнейшего украинского маслопереработчика — холдинга «Кернел» (по состоянию на 2021 год — земельный банк в 514 000 га). В ноябре 2017 года компания Cascade Investment Fund, принадлежащая Виталию Хомутиннику, увеличила пакет акций в Kernel Holding SA с 5 % до 6,59 %.
В 2018 году Антимонопольный комитет Украины разрешил компании Ukroagro Alliance Ltd и Kma Group Ltd приобрести долю в уставном капитале компании Dnipro Agro Alliance Ltd, расположенной на территории Днепропетровской области и более 50 тысяч гектар.
Треть акций агрохолдинга «Кернел», которыми владел «Cascade Investment Fund», была продана с 2021 года на публично объявленных обратных выкупах shares buy-back. Остаток — в процессе объявленного делистинга.
Активов «Каскад-Агро» из более чем 50 000 га земли Хомутынник продал в 2021 году.

### Венчурный бизнес
С 2019 года сосредоточен на венчурных инвестициях. Cascade Investment Fund, главой которого является Виталий Хомутынник, занимается инвестициями, размер каждой составляет до $10–15 млн. Компания работает по принципу диверсификации инвестиций. «Cascade Investment Fund» занимался инвестициями в разные секторы украинской экономики, впоследствии инвестировали в публичные компании, а с 2019-го было создано венчурное направление, которое заняло 10 % портфеля (по состоянию на 2021 год).
В 2020 году стартап по производству мобильных игр Playco (создание игр, в которые можно играть без загрузки, а запускать по ссылке на любой платформе) привлек $100 млн по итогам раунда финансирования и стал «единорогом». Стоимость Playco оценивается в $1 млрд.

## Политическая деятельность
Политическая карьера началась с депутатства на уровне местного совета — с мая 1998 по апрель 2002 — депутат, с сентября 1998 — председатель планово-бюджетной комиссии Центрального городского районного совета Макеевки. Занимался местным самоуправлением, в частности, создал первый в городе комитет самоорганизации населения микрорайона Солнечный с внедрением народных дружин, детских площадок и т. п. (сентябрь 1999—2002). С октября 1999 года возглавлял совет молодых предпринимателей Донецкой области, впоследствии — совет молодых предпринимателей Украины, который входил в Украинский союз промышленников и предпринимателей (президент УСПП — Анатолий Кинах). Являлся членом правления Ассоциации молодых депутатов (с сентября 1999). С апреля 2000 года — министр топлива и энергетики Молодёжного правительства Украины, с мая 2000-го — член правления УСПП. С февраля 2003 по февраль 2005 — советник Премьер-министра Украины на общественных началах.

## Верховная рада Украины
В состав Верховной рады Украины IV созыв вошел самым молодым по возрасту депутатом. Каденция продолжалась с апреля 2002 по апрель 2006 (избирательный округ № 53, Донецкая область, выдвинут Избирательным блоком политических партий «За единую Украину!»).
В состав народных депутатов Верховной Рады Украины входил до 2019 года — был депутатом с IV по VIII созыв с 2002 по 2019 годы.

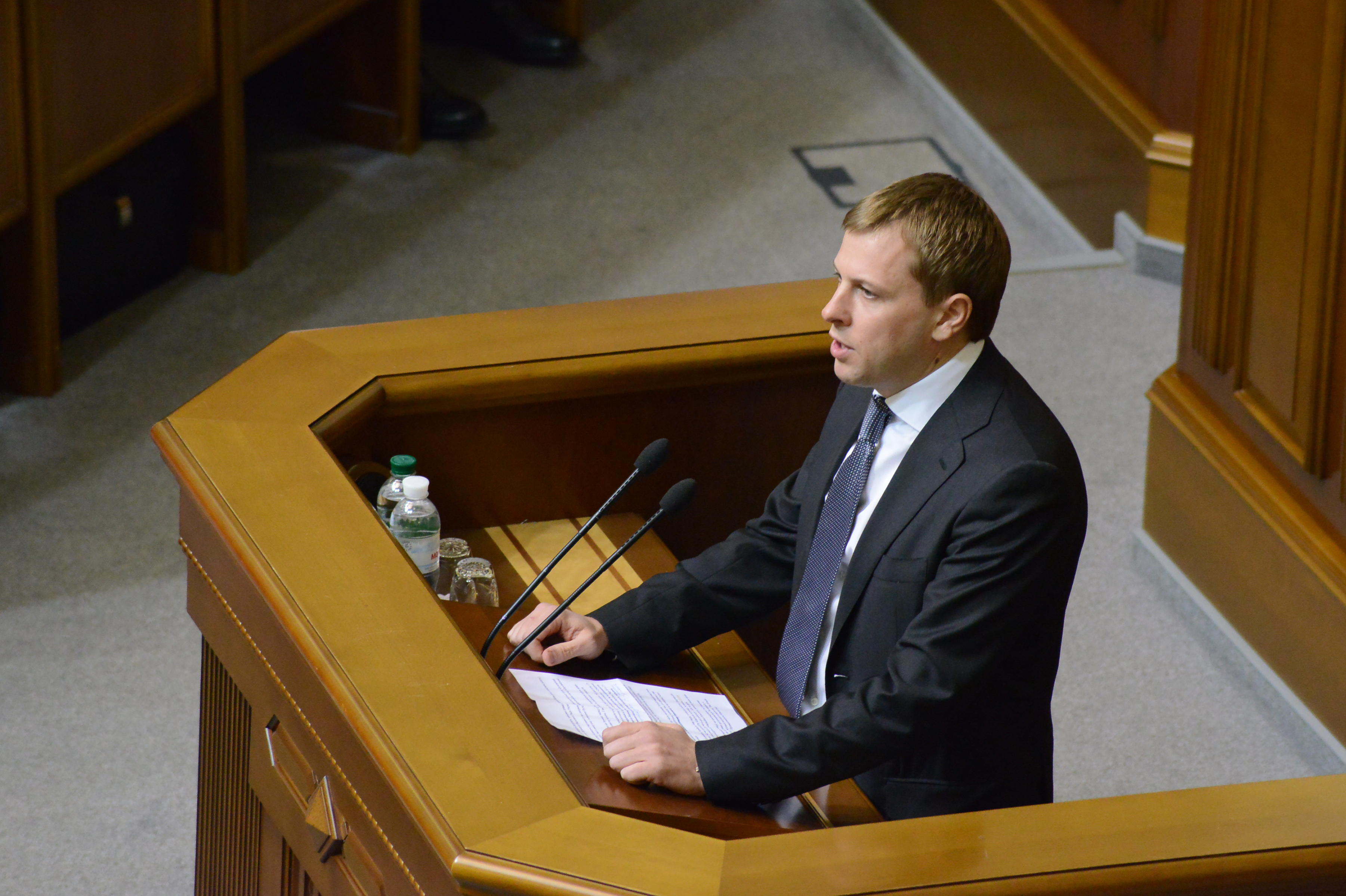
На трибуне Верховной рады Украини (2014)

В составе Народных депутатов V-го созыва (апрель 2006 — ноябрь 2007) был № 15 в списке от «Партии регионов». Был членом Комитета по вопросам финансов и банковской деятельности (с июля 2006), членом фракции «Партии регионов» (с мая 2006). В состав Народных депутатов VI созыва вошел № 91 в списке от «Партии регионов» (с ноября 2007 года). Среди голосований каденции — второе чтение 10 августа 2012 за Закон Украины «Об основах государственной языковой политики».
Будучи Народных депутатов VII-го созыва, с декабря 2012 года — председатель Комитета по вопросам налоговой и таможенной политики.
Вышел из состава членов «Партии регионов» 21 февраля 2014. «Сегодня мы находимся в шаге от гражданской войны. Ситуация вышла из-под контроля: в центре столицы расстреливают людей, мирное население в панике прячется по домам, пытаясь оградить себя и своих детей от мародёров на улицах. У парламента был шанс урегулировать ситуацию, но мы не сумели им мудро воспользоваться. И, как видим, не у всех хватает мудрости сделать это даже сейчас. Я принял решение выйти из Партии регионов», — написал он на своей странице в Facebook. Общее количество народных депутатов, которые на тот момент покинули фракцию Партии регионов, или заявили о таком намерении, составило 16 человек.
В октябре 2014 года был избран народным депутатом Верховной Рады VIII созыва по округу № 171 в городе Харьков. В состав 19 народных депутатов Верховной рады вошёл и возглавил депутатскую группу «Экономическое развитие» (укр. «Економічний розвиток»). Сопредседатель депутатской группы «Возрождение» (укр. депутатська група «Партія відродження»). Оставил должность руководителя группы 5 сентября 2017 на период расследования Генеральной прокуратуры Украины и проверки Государственной фискальной службы его деклараций (прокомментировал такое свое решение тем, что оно связано с желанием избежать политического давления на депутатскую группу). Уголовное производство по проверке деклараций было закрыто Генеральной прокуратурой Украины в начале ноября 2017.

### Законотворчество
Во время депутатства VII-го созыва председательствовал в Комитете по вопросам налоговой и таможенной политики (с декабря 2012). При его участии было подготовлено более 100 законопроектов, среди которых работа над Налоговым и Таможенным кодексами, «О системе гарантирования вкладов физических лиц», антиофшорный закон) и внесены несколько тысяч правок.

## Критика
Во время парламентских выборов 2014 года наблюдатели сети «Опора» зафиксировали 2 подкупа избирателей продуктовыми пакетами от Хомутынника, который баллотировался по 171 округу Харькова. В октябре 2014 года Харьковский апелляционный административный суд принял решение, что «нарушений со стороны Хомутынника не было».
В 2015 году Хомутынник спрятал в оффшорах и не задекларировал частную яхту Апостроф и самолёт Gulfstream G280, суммарная стоимость которых превысила 40 млн долларов.

## Награды
- 2003, 28 июля — Почётная грамота Кабинета Министров Украины[50]
- 2010, 20 августа — Заслуженный экономист Украины[1]
- Орден «За заслуги» ІІІ степени
- 2013, 24 августа — Орден «За заслуги» II ст. — за значительный личный вклад в государственное строительство, социально-экономическое, научно-техническое, культурно-образовательное развитие Украины, весомые трудовые достижения и высокий профессионализм[51]